# Mosquiter de Laura
El mosquiter de Laura (Phylloscopus laurae) és una espècie d'ocell de la família dels fil·loscòpids (Phylloscopidae). Es troba a Angola, República Democràtica del Congo, Tanzània i Zàmbia. Els seus hàbitats principals són els boscos tropicals i subtropicals de frondoses humits de les terres baixes i els boscos de pantans. El seu estat de conservació es considera de risc mínim.
L'epitet específic laurae fa referència a l'etnomusicòloga Laura Boulton (1889-1980), que amb el seu marit, l'ornitòleg nord-americà Rudyerd Boulton, van fer els primers enregistraments de cants d'ocells tropicals africans.